# Arkelstorpsviken
Arkelstorpsviken, en avsnörd del av Oppmannasjön, är en sjö i Kristianstads kommun i Skåne och ingår i Skräbeåns huvudavrinningsområde. Sjön har en area på 0,853 kvadratkilometer och ligger 5,2 meter över havet.

## Delavrinningsområde
Arkelstorpsviken ingår i det delavrinningsområde (622303-140683) som SMHI kallar för Utloppet av Oppmannasjön. Medelhöjden är 30 meter över havet och ytan är 71,96 kvadratkilometer. Det finns ett avrinningsområde uppströms, och räknas det in blir den ackumulerade arean 92,89 kvadratkilometer. Vattendraget som avvattnar avrinningsområdet har biflödesordning 2, vilket innebär att vattnet flödar genom totalt 2 vattendrag innan det når havet efter 13 kilometer. Avrinningsområdet består mestadels av skog (27 procent), öppen mark (12 procent) och jordbruk (40 procent). Avrinningsområdet har 13,15 kvadratkilometer vattenytor vilket ger det en sjöprocent på 18,3 procent. Bebyggelsen i området täcker en yta av 0,52 kvadratkilometer eller 1 procent av avrinningsområdet.